# Фернандес Седрес, Родриго
Родриго Фернандес Седрес (исп. Rodrigo Fernández Cedrés; род. 3 января 1996, Монтевидео) — уругвайский футболист, полузащитник клуба «Сантос».

## Клубная карьера

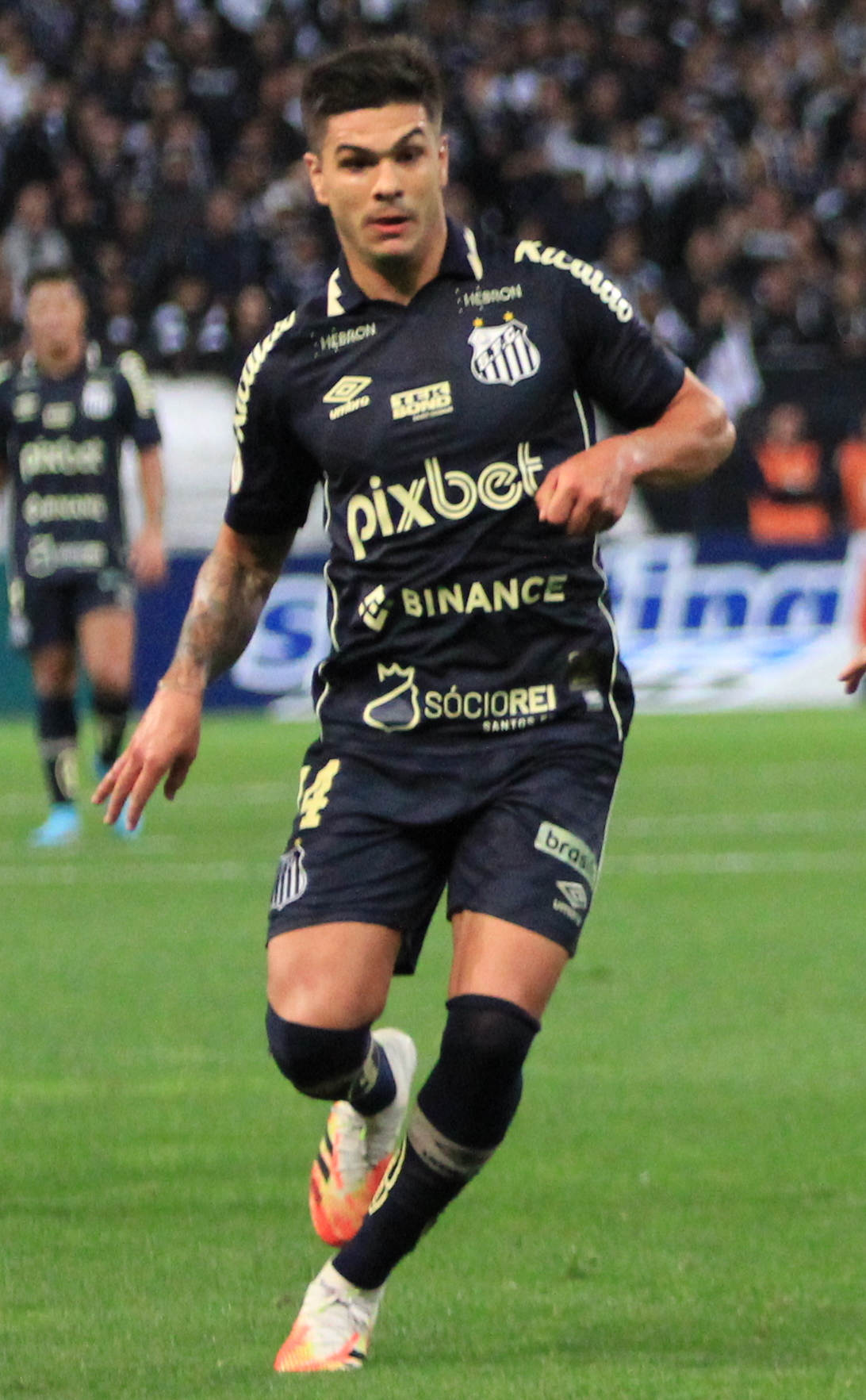
Фернандес в составе «Сантоса»

Фернандес — воспитанник клуба «Данубио». 3 сентября 2016 года в матче против «Рампла Хуниорс» он дебютировал в уругвайской Примере. В начале 2019 года Фернандес на правах аренды перешёл в парагвайский «Гуарани». В матче против «Серро Портеньо» он дебютировал в парагвайской Примере. 5 октября в поединке против «Либертада» Родриго забил свой первый гол за «Гуарани». По окончании аренды клуб выкупил трансфер игрока. 
В начале 2022 года Фернандес на правах аренды перешёл в бразильский «Сантос». 6 апреля в поединке Южноамериканского кубка против аргентинского «Банфилда» Родриго дебютировал за основной состав. 9 апреля в матче против «Флуминенсе» он дебютировал в бразильской Серии A. По окончании аренды клуб выкупил трансфер игрока.